# ピノレン酸

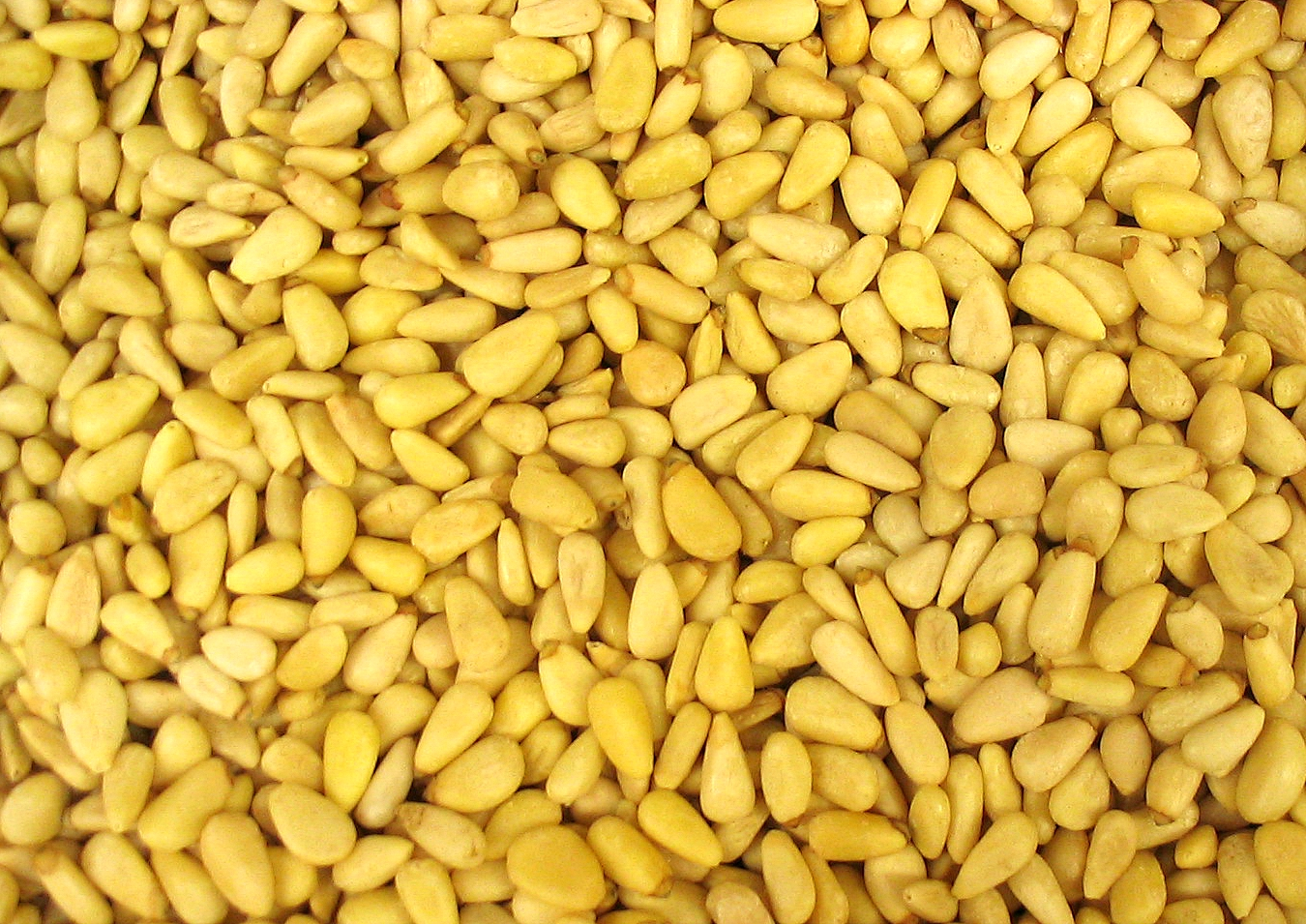
松の実は、ピノレン酸を豊富に含む。

ピノレン酸 (Pinolenic acid) は不飽和脂肪酸の一つ。シベリアマツ・チョウセンゴヨウその他のマツ属の種子に含まれる。ピノレン酸含有量が最も高いのは、シベリアマツの松の実及びそれらから作られる松の実油である。

## 化学と生化学
Shorthand designationではall-cis-5,9,12-18:3 と表される。コルンビン酸 (Columbinic acid) と呼ばれることもあるが、これは生物学の文脈ではシス-トランス異性体である trans,cis,cis-5,9,12-18:3 を表すこともある。
ピノレン酸は、Ω-6脂肪酸であるγ-リノレン酸の異性体である。ピノレン酸は必須脂肪酸ではないが、シクロオキシゲナーゼまたはリポキシゲナーゼによって生理活性を持つ代謝物に変換され、必須脂肪酸欠乏症の一部の症状を和らげることができる。

## 生理学
近年の研究で、コレシストキニンやGLP-1などの食欲減退物質の産生を促進することによる食欲減退効果が見出された。また、肝臓のLDL取込みを促進することで、悪玉コレステロールの濃度を低下させる作用を持つ。